# Thelechoris rutenbergi
Thelechoris rutenbergi är en spindelart som beskrevs av Karsch 1881. Thelechoris rutenbergi ingår i släktet Thelechoris och familjen Dipluridae.
Artens utbredningsområde är Madagaskar. Inga underarter finns listade i Catalogue of Life.